# Wild Spezial
Le Wild Spezial est un avion de reconnaissance biplan suisse. Il dérive de la série des Wild WT-1.

## Histoire
En 1916, Robert Ackermann tenta d'améliorer les performances de Wild WT, mais un seul appareil fut produit..
Le 5 novembre 1917 alors qu'il effectuait un vol de reconnaissance à basse altitude, l'appareil percuta la toit d'un restaurant à Schlieren. L'équipage ne fut que légèrement blessé mais l'avion fut retiré du service.